# Черил Стрейд
Черил Стрейд е американска писателка.

## Биография
Стрейд е родена на 17 септември 1968 г. в Спанглър, Пенсилвания, и е средното от 3 деца. На 5-годишна възраст се мести заедно със семейството си в Часка, Минесота. Родителите ѝ се развеждат след година. На 13 години се мести с майка си, брат си, сестра си и доведения си баща в Айткин, където живеят в къща, построена лично от тях върху 40 акра земя. През първите няколко години къщата не разполага с електричество и течаща вода.
Следва в Университета на Минесота, Минеаполис, откъдето получава бакалавърска степен по английски език. Докато следва, майка ѝ Боби Ламбрехт умира внезапно от рак на белите дробове на 45-годишна възраст през март 1991 г. Стрейд пише за смъртта на майка си във всичките си книги и някои есета. Получава магистърска степен по научна фантастика от Сиракюзкия университет, Ню Йорк (2002).
Нейната втора книга – „Моето приключение в дивото“, е преведена на над 30 езика. Тя дебютира под номер 7 в класацията на „Ню Йорк Таймс“ за най-продавани книги на 15 юли 2012 г., като достига първо място и остава там 7 последователни седмици. През юни 2012 г. Опра Уинфри обявява „Моето приключение в дивото“ за първата книга от възобновения ѝ читателски клуб. Още преди да излезе книгата, актрисата Рийз Уидърспун изявява желание да заснеме филм заедно с продуцента Бруна Папандреа.